# Siarhej Kastsitsyn
Siarhej Alehavitj Kastsitsyn (belarusiska: Сяргей Алегавiч Касціцын), född 20 mars 1987 i Navapolatsk, Sovjetunionen, är en belarusisk professionell ishockeyspelare (forward) som spelar i KHL-laget Torpedo Nizjnij Novgorod.
Efter att ha spelat ett par säsonger i HK Gomel i Vitryssland flyttade Kastsitsyn till Nordamerika för spel i London Knights i OHL 2005. Samma år valdes han av Montreal Canadiens i den sjunde rundan (som nummer 200 totalt) i NHL Entry Draft. Under sin första av två säsonger i OHL gjorde Kastsitsyn 78 poäng (26 mål och 52 assist) på 68 matcher. Nästkommande säsong gjorde han hela 131 poäng (40 mål och 91 assist) på 59 matcher och var den spelare som gjorde flest assist i ligan. Kastsitsyn inledde säsongen 2007-2008 i Montreal Candiens farmarlag Hamilton Bulldogs i AHL. Efter att ha gjort 22 poäng på 22 matcher blev han uppkallad till NHL och debuterade där den 13 december 2007 mot Philadelphia Flyers. Han spelade 52 matcher i NHL under säsongen och gjorde 27 poäng (9 mål och 18 assist). Efter säsongen 2009-2010 byttes Kastsitsyn till Nashville i utbyte mot Dan Ellis och Dustin Boyd.
Under junior-VM 2006 blev Kastsitsyn utsedd till turneringens bästa spelare i B-divisionen när Vitryssland kvalificerade sig för spel i A-divisionen. Kostitsyn gjorde flest mål (4), assist (5), poäng (9) och satt utvisad längst (33) av alla spelare under turneringen. Han gjorde sin första stora turnering med A-landslaget under VM 2008 och gjorde då en assist på fyra matcher.
Han har en bror som också spelar ishockey, Andrej Kastsitsyn.